# Francesco Rutelli

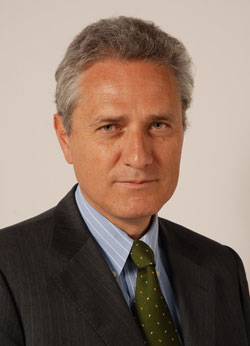
Francesco Rutelli (2008)

Francesco Rutelli (* 14. Juni 1954 in Rom) ist ein italienischer Politiker und Filmverbandsfunktionär. Er war von 1993 bis 2001 Bürgermeister von Rom, von 2002 bis 2007 Vorsitzender der Partei La Margherita sowie von 2006 bis 2008 stellvertretender Ministerpräsident Italiens und Kulturminister im Kabinett Romano Prodis. Er war von 1999 bis 2004 Mitglied des Europäischen Parlaments und von 2008 bis 2013 italienischer Senator. Zudem war er von 2004 bis 2019 einer der beiden Vorsitzenden der Europäischen Demokratischen Partei (EDP). Von 2016 bis 2024 war Rutelli Vorsitzender der Associazione nazionale industrie cinematografiche audiovisive e multimediali (ANICA), des Interessenverbands der italienischen Filmindustrie.

## Politische Karriere

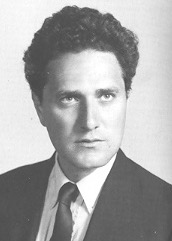
Francesco Rutelli 1992

Rutelli trat 1975 der Partito Radicale von Marco Pannella bei, wurde 1979 deren Sekretär (Vorsitzender) in Rom und Latium und 1980 (mit 26 Jahren) nationaler Sekretär. Er wurde 1983 und 1987 in die Abgeordnetenkammer gewählt. Dort war er von 1984 bis 1988 Vorsitzender der radikalen Fraktion.
Er wechselte 1989 zur neu entstandenen Bewegung der Verdi Arcobaleno („Regenbogen-Grünen“), die wiederum im Jahr darauf in der Federazione dei Verdi aufgingen. Für diese wurde er 1992 nationaler Koordinator und erneut Abgeordneter. Im folgenden Jahr ernannte ihn Carlo Azeglio Ciampi zum italienischen Umweltminister: Rutelli nahm das Amt an, gab es allerdings nur einen Tag später wieder auf, um dagegen zu protestieren, dass das Parlament eine Strafverfolgung des ehemaligen Ministerpräsidenten Bettino Craxi abgelehnt hatte.

### Bürgermeister von Rom
Im Dezember 1993 wurde Rutelli zum Bürgermeisterkandidaten des Mitte-links-Bündnisses (PDS, Grüne, Radicali) in Rom. Er gewann im zweiten Wahlgang mit 53,1 % gegen Gianfranco Fini vom neofaschistischen MSI. Rutelli wurde zum ersten „grünen“ Bürgermeister der ewigen Stadt. 1997 wurde er bereits im ersten Wahlgang mit 60,4 % wiedergewählt. In seiner zweiten Amtszeit konnte er sich als Manager des „Heiligen Jahres 2000“ profilieren. Rutelli war einer der wichtigsten Vertreter der Centocittà („hundert Städte“), eines Netzwerks von Bürgermeistern, die das Mitte-links-Bündnis L’Ulivo von Romano Prodi unterstützten.

### Spitzenkandidat von L’Ulivo
Centocittà war eine der Komponenten, aus denen 1999 die Partei I Democratici hervorging – eine Partei der linken Mitte, deren erklärtes Vorbild die Demokratische Partei der USA war. Noch im selben Jahr wurde Rutelli für diese Partei ins Europäische Parlament gewählt, wo er sich der liberalen ELDR-Fraktion anschloss. Zur italienischen Parlamentswahl 2001 trat Rutelli als Spitzenkandidat der Margherita-Liste und Ministerpräsidentenkandidat des Mitte-links-Bündnisses L’Ulivo an. Die von Rutelli angeführte Koalition verlor die Wahl gegen das Mitte-rechts-Bündnis Casa delle Libertà von Silvio Berlusconi.

### Vorsitzender von La Margherita
2002 trug er entscheidend dazu bei, dass sich die Parteien der Margherita-Liste – I Democratici, Partito Popolare Italiano und Rinnovamento Italiano – zu einer neuen Partei zusammenschlossen, deren Vorsitzender er wurde: Democrazia è Libertà – La Margherita. Zur Europawahl 2004 griff er einen Vorschlag Romano Prodis auf und präsentierte die Einheitsliste des Mitte-links-Lagers Uniti nell’Ulivo. Kurz vor dieser Wahl gründete Rutelli gemeinsam mit François Bayrou von der französischen UDF die Europäische Demokratische Partei (EDP), als Zusammenschluss pro-europäischer, gesellschaftspolitisch progressiver Parteien der politischen Mitte. Rutelli und Bayrou wurden deren Ko-Vorsitzende. Die gewählten Europaparlamentarier der EDP schlossen sich mit jenen der liberalen ELDR zur ALDE-Fraktion zusammen.
Nach den für Margherita erfolgreichen Regionalwahlen 2005 und den ebenfalls erfolgreichen Vorwahlen des L’Unione-Bündnisses für die Parlamentswahlen 2006 lancierte er die Idee einer Einheitsliste mit den Democratici di Sinistra, was ein erster Schritt in jene Richtung war, die Rutelli als politischen Traum bezeichnete: die Gründung einer großen Mitte-links-Partei. Diese entstand im Oktober 2007 als Partito Democratico aus dem Zusammenschluss der Democratici di Sinistra und Margherita.

### Kulturminister und Vizepremier
Nach dem Wahlsieg der Unione wurde Rutelli am 17. Mai 2006 als stellvertretender Ministerpräsident sowie als Kulturminister in Romano Prodis zweite Regierung berufen. Beide Positionen hatte er bis zur Abwahl der Regierung Prodi am 8. Mai 2008 inne.
Als Kandidat des Mitte-links-Lagers trat Rutelli bei der Bürgermeisterwahl in Rom im April 2008 an. Dabei erhielt er im ersten Wahlgang mit 45,8 % der abgegebenen Stimmen die relative Mehrheit, unterlag jedoch bei der Stichwahl seinem Gegenkandidaten Gianni Alemanno vom Popolo della Libertà (PdL), der mit 53,7 % gegen 46,3 % die Wahl für sich entscheiden konnte.

### Senator, Alleanza per l’Italia und PDE

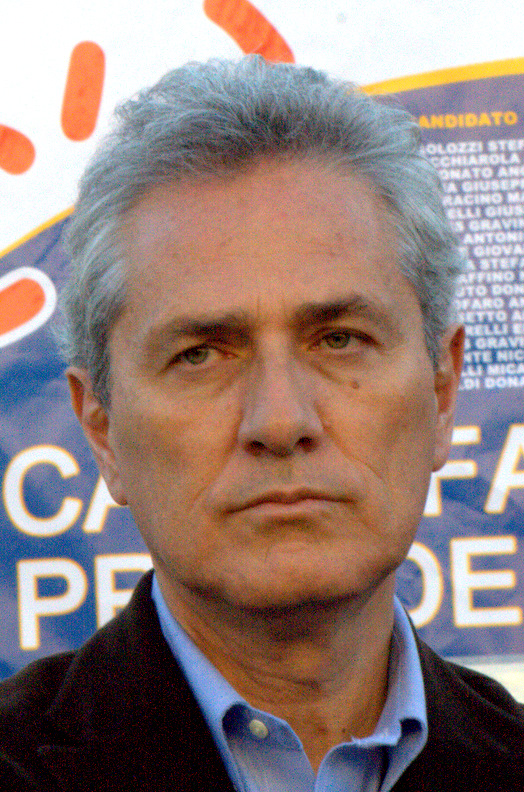
Rutelli auf einer Veranstaltung der ApI (2011)

Jedoch wurde Rutelli bei der gleichzeitigen Parlamentswahl als Vertreter der Region Umbrien in den italienischen Senat gewählt. Von 2008 bis Januar 2010 Vorsitzender des gemeinsamen Ausschusses beider Parlamentskammern für die Geheimdienste (COPASIR). Innerhalb der Partito Democratico führte Rutelli den zur Mitte tendierenden Flügel an. Bei der Urwahl des Parteivorsitzenden im Oktober 2009 unterstützte er Dario Franceschini, der jedoch Pier Luigi Bersani vom linken Flügel unterlag. Rutelli befürchtete nun einen Linksruck der Partei und trat aus der PD aus, ihm folgten aber nur wenige andere Mitglieder.
Anschließend gründete er im November 2009 mit dem Christdemokraten Bruno Tabacci, dem Landeshauptmann des Trentino Lorenzo Dellai und dem Bürgermeister von Venedig Massimo Cacciari eine neue Partei der Mitte unter dem Namen Alleanza per l’Italia (ApI, „Allianz für Italien“). Diese wollte eine bürgerliche Alternative zur populistischen Politik Silvio Berlusconis und der mit ihm verbündeten Lega Nord, aber auch zur sozialdemokratischen Linken darstellen. Bei ihrem ersten Wahlantritt zu den Regionalwahlen im März enttäuschte die ApI mit landesweit nur 0,6 %.
Die ApI bildete im Dezember 2010 mit der christdemokratischen UDC von Pier Ferdinando Casini und der von Berlusconis PdL abgespalteten liberalkonservativen FLI unter Gianfranco Fini das Bündnis Nuovo Polo per l’Italia (NPI), das sich als „dritter Pol“ der italienischen Politik – zwischen Mitte-rechts- und Mitte-links-Block – verstand. Von Juli 2011 bis zum Ende der Legislaturperiode im März 2013 war Rutelli Vorsitzender der Fraktion Per il Terzo Polo, der Senatoren von ApI und FLI angehörten. Nach der faktischen Auflösung des NPI im Jahr 2012 kehrte Rutelli ins Mitte-links-Lager zurück. Zur Parlamentswahl 2013 trat die ApI als Teil des Centro Democratico unter Bruno Tabacci an, das wiederum eine Komponente des Mitte-links-Blocks war. Rutelli selbst kandidierte nicht mehr für das Parlament. Die inzwischen bedeutungslose ApI löste sich 2016 auf.
Rutelli blieb jedoch bis November 2019 auf europäischer Ebene Ko-Vorsitzender der EDP, als deren italienischen Ableger er die PDE Italia gegründet hat. Am 29. November 2019 wurde er zum Präsidenten des Institute of European Democrats (IED), der parteinahen Stiftung der EDP, gewählt.

## Verbandsfunktionär der Filmwirtschaft
Der Interessenverband der italienischen Filmwirtschaft, Associazione nazionale industrie cinematografiche audiovisive e multimediali (ANICA), wählte Rutelli im Oktober 2016 zu ihrem Vorsitzenden. Im Juli 2019 wurde er für eine weitere dreijährige Amtszeit wiedergewählt.